# Swanee

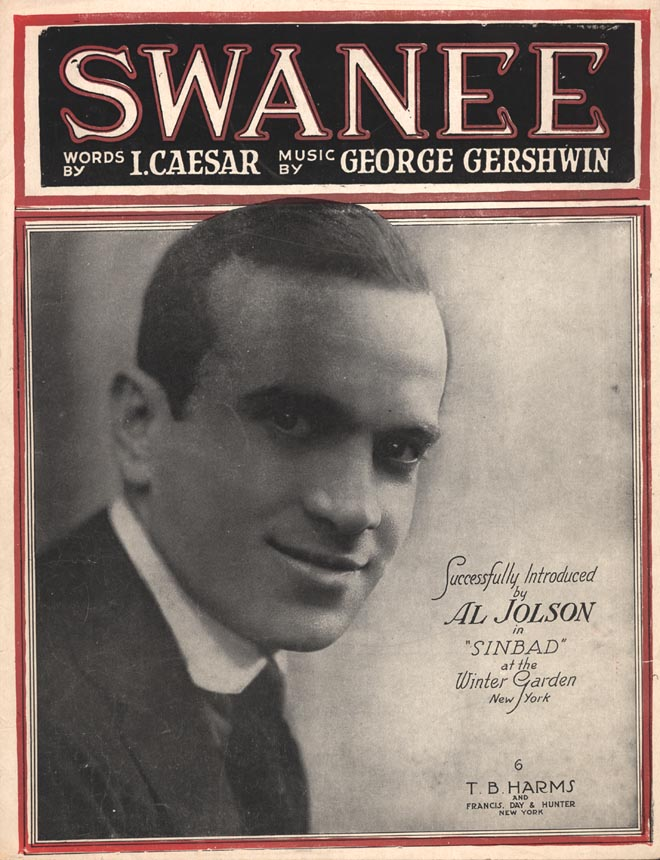
Deckblatt der Notenausgabe von Swanee (1919)

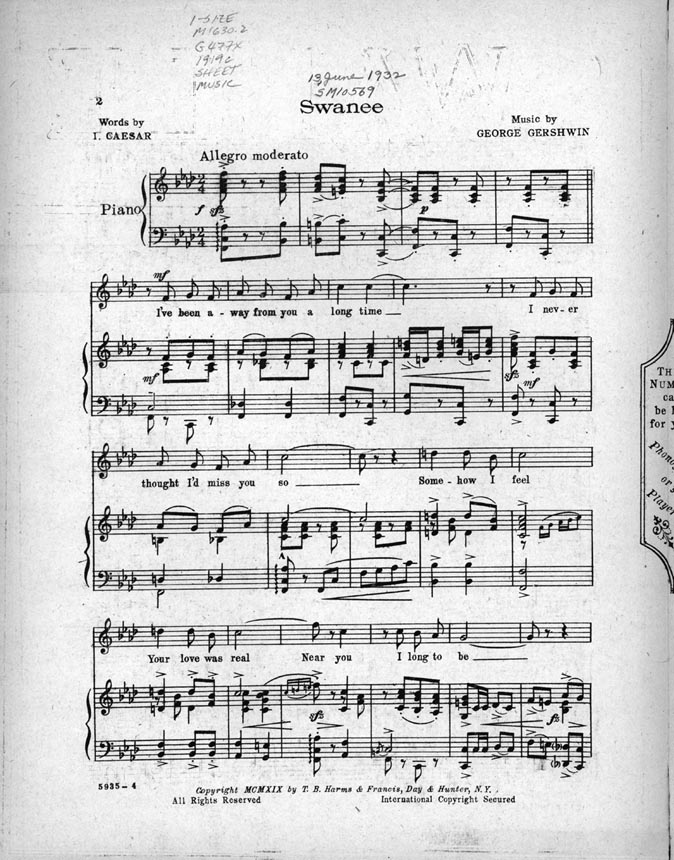
Erste Seite der Noten von Swanee

Swanee ist ein Popsong, der von George Gershwin (Musik) und Irving Caesar (Text) geschrieben wurde. Es wurde 1919 im Verlag T.B. Harms and Francis Day & Hunter, New York, veröffentlicht. Der Song wurde zunächst in der Version von Al Jolson populär, entwickelt sich aber zum Evergreen.

## Hintergrund
Gershwin und Caesar, die zu dieser Zeit etwa 20 Jahre alt waren, behaupteten später, den Song 1918 innerhalb von fünfzehn Minuten während einer Busfahrt in Manhattan im Groben konzipiert und ihn dann in Gershwins Apartment fertiggestellt zu haben. Teilweise war er als Parodie auf Stephen Fosters Old Folks at Home gemeint.
Der Song wurde in einer New Yorker Revue namens Demi-Tasse verwendet, die ihre Premiere im Oktober 1919 im Capitol Theater hatte. Dort wurde der Song von Muriel De Forrest als aufwendig produzierte Nummer dargeboten, mit 60 Chorus Girls auf der Bühne. Dennoch waren die Notenverkäufe mager und die Verleger glaubten nicht mehr an ein kommerzielles Potenzial des Songs. Doch kurz danach spielte ihn Gershwin auf einer Party, wo ihn Al Jolson hörte und ihn daraufhin in seine Show Sinbad einbaute, die erfolgreich im Winter Garden Theatre lief, und nahm ihn im Januar 1920 für Columbia Records auf. 1920 war Swanee für 18 Wochen in den US-Charts, davon neun auf Position eins. Es verkauften sich eine Million Exemplare der Noten und eine geschätzte Anzahl von zwei Millionen Schallplatten.
Der Song wurde Gershwins erster Hit und gleichzeitig der kommerziell erfolgreichste seiner Karriere; die Tantiemen erlaubten ihm, sich fortan mehr auf die Arbeit am Theater und Film zu konzentrieren, statt weiter einzelne Pophits zu schreiben. Arthur Schwartz meinte: “It’s ironic that he never again wrote a number equaling the sales of Swanee, which for all its infectiousness, doesn’t match the individuality and subtlety of his later works.”
Jolson nahm den Song im Laufe seiner Karriere mehrmals auf und sang ihn in den Filmen The Jolson Story (1946), Rhapsody in Blue (1946) und Jolson Sings Again (1949). Für die Aufführung des Songs in The Jolson Story, hatte Jolson (statt Larry Parks) einen Cameoauftritt.
Das Lied wurde in Deutschland bekannt unter Bubi, mein Favorit.

## Coverversionen
Swanee wurde in den folgenden Jahren von einer Reihe von Musikern und Bands gecovert, darunter Judy Garland in A Star Is Born. Rufus Wainwright präsentierte ihn auf seinem Album Rufus Does Judy at Carnegie Hall (2006). In der Muppets Show wurde er 1979 gesungen.
Im Bereich des Jazz verzeichnet der Diskograf Tom Lord 77 Versionen, zwischen 1920 und 2013 u. a. von Harry Yerkes (1920), der Picadilly Four, den Louisiana Rhythm Kings, George E. Stoll, Jean Wiener/Clement Doucet, ab den 1930er-Jahren auch von Eddie Condon, Art Hodes, Kurt Hohenberger, Phil Napoleon, Freddy Randall, Ted Heath, Jimmy Smith, Bing Crosby, Dave Brubeck, Aretha Franklin, Woody Herman and His Orchestra, Dutch Swing College Band, Art Van Damme, Mel Tormé, Sarah Vaughan, Alex Welsh und Jessica Williams.
Swanee ist nicht zu verwechseln mit Stephen Fosters Swanee River (eigentlich Old Folks at Home).